# Doctor Frigo
Doctor Frigo è un romanzo giallo scritto da Eric Ambler e pubblicato nel 1974. In Italia è stato pubblicato per la prima volta nel gennaio del 1976, dalla Arnoldo Mondadori Editore.

## Trama
Nei primi anni 1970, Ernesto Castillo vive in esilio sull'isola di St. Paul-les-Alizés, nelle Antille francesi, una tipica isola post-coloniale dei Caraibi. Dodici anni prima, suo padre, il leader di un Paese dell'America Centrale, una ex colonia spagnola che non viene mai nominata, è stato assassinato.
Castillo, il narratore, è un uomo che si considera riservato e discreto, civile e cinico, ma soprattutto indipendente. Da quando una notte due uomini armati hanno ucciso suo padre sui gradini di un albergo, in un colpo di stato organizzato dalla giunta militare, la madre di Castillo (recentemente scomparsa) e molti dei suoi amici in esilio, hanno sperato che Castillo sarebbe tornato in patria come un angelo vendicatore, per raddrizzare i torti fatti alla sua famiglia, e assumere il proprio posto come successore del padre.
Ma Ernesto Castillo, detto anche il Dottor Frigo, è un medico così soprannominato perché ha la tenerezza di un frigorifero. Il Dottor Frigo non vuole partecipare a macchinazioni politiche, vuole seppellire il passato e dimenticare la sua terra d'origine. Castillo è un dipendente dello Stato, stipendiato dal governo francese, e ha il suo studio medico presso l'ospedale locale. La sua amante, Elizabeth - allontanata dal marito - è un artista, una donna deliziosa ed eccentrica. Castillo vorrebbe solo continuare a vivere una tranquilla esistenza sull'isola, con Elizabeth. Ma naturalmente, questo non è possibile.
Una grande riserva di petrolio è stata scoperta nella ex patria centroamericana di Castillo, e un altro colpo di stato è in vista, dato che molti opposti interessi si fronteggiano per acquisire la nuova immensa ricchezza. Tutti, dai servizi segreti francesi ai cartelli del petrolio, sono convinti di aver bisogno del sostegno di Castillo, il figlio dell'ex presidente. Se non fosse disposto a prestare il proprio appoggio, potrebbero togliergli la tranquillità e forse anche la vita.

## Critica
(Rex Stout)
Ambler ha vinto, con questo romanzo, il Grand Master Award che la Asociación de Escritores de Misterio de América assegna ogni anno al miglior romanzo del genere.
Dottor Frigo è considerato come  ispirato da "Il nostro agente all'Avana" (1958) di Graham Greene, anche se risulta più noir e sofisticato, senza il malinconico umorismo così caratteristico di Greene. Greene chiama Ambler "il nostro più grande scrittore di thriller". 
Il romanzo ebbe sicuramente un impatto anche su John le Carré come appare evidente facendo un rapido esame di "Il sarto di Panama" (1996). "Questo è un racconto potente che ci mostra un uomo diviso tra la sua eredità e la nuova vita che si è scelto, tra i suoi istinti umanitari e la volontà di proteggere la propria famiglia." 

## Edizioni
- Eric Ambler, Doctor Frigo, collana Oscar Mondadori, n. 425, Milano, Mondadori, 1976.